# Po di Spina
Der Po di Spina war neben dem Po di Adria der südliche und zunächst wasserärmere zweier Deltaarme des Podeltas in der Antike. Er entstand nahe Guastalla, wo sich damals der Po aufteilte und mündete in der Nähe von Comacchio in die Adria, als die Küste noch deutlich rückständiger war als heute.

## Verlauf
Nach der Trennung verlief der Po di Spina nach Osten durch die heutigen Gemeinden Guastalla, Reggiolo, Concordia sulla Secchia, Quarantoli, und Bondeno bis durch das Gebiet der späteren Stadt Ferrara. Unweit östlich davon in der Nähe von Cona zweigte ein kleiner Nebenarm ab, aus welchem später die Olana entstand. Etwas südlich davon, bei Voghiera nahm er den Reno auf und es zweigte ein weiterer Nebenarm namens Vattreno ab. Wieder östlicher Richtung folgend durchfloss er noch das heutige Ostellato, bis er dann in der Nähe des heutigen Comacchio in die Adria floss. Seit dem 6. Jahrhundert v. Chr. lag auch die etruskische Hafenstadt Spina kurz vor dessen Mündung an diesem Deltaarm.

## Historische Entwicklung
Der Flusslauf des Po teilte sich ca. im 12. Jahrhundert v. Chr. in seine beiden Deltaarme. Im Mündungsgebiet des Po di Spina bildeten sich dabei zahlreiche kleinere Nebenarme aus.
Zwischen dem 9. und 8. Jahrhundert v. Chr. fand der durch Erdbeben und klimatische Schwankungen verursachte „Durchbruch bei Sermide“ statt, bei dem die Trennung der beiden Deltaarme weiter flussabwärts nach Sermide verlagert wurde. Das ehemalige Flussbett von Guastalla bis Bondeno fiel nach diesem Ereignis trocken. Zudem war der Po di Spina danach der deutlich wasserreichere der beiden Deltaarme, wodurch sich neue Nebenarme bildeten und weswegen sich in den folgenden Jahrhunderten auch die wirtschaftlichen Interessen an den südlichen Deltaarm verlagerten. Der neue Verlauf vom Po di Spina bis Bondeno wurde auch als Poazzo bezeichnet.
Im 6. Jahrhundert v. Chr. entstand nahe der Mündung die im ersten Jahrhundert n. Chr. verschwundene Handels- und Hafenstadt Spina, welche im sumpfigen Gelände des Deltas auf Pfählen erbaut wurde. Zudem entstand ein neuer Nebenarm, die Olana (später Po di Volano), von der wiederum der Gaurus abzweigte. Der Po di Spina wurde seither ab diesem Abzweig Padoa genannt, woraus sich im Lauf der Zeit der Name Po entwickelte. Die Etrusker gruben zur selben Zeit zahlreiche Kanäle, um die sumpfigen Gebiete des Podeltas urbar zu machen und Inlandsverbindungen mit dem Schiff zu ermöglichen. So wurden z. B. die beiden Hafenstädte Spina und Adria durch einen schiffbaren Kanal miteinander verbunden.
Der Lauf des Padoa wurde im 1. Jahrhundert v. Chr. geringfügig verlegt, sodass er nach dem Abzweig des Olana nun über einen Bogen nach Süden über Voghenza floss. Zu dieser Zeit wurde der Fluss von den Römern als Eridano bezeichnet. Bis zum 3. Jahrhundert n. Chr. bildete sich an der Mündung ein komplexes Delta, welches zur Zeit seiner größten Ausdehnung sogar mehrere Kilometer über die heutige Küstenlinie ins Meer hinausreichte.
Im 6. Jahrhundert kam es durch starke Regenfälle in den Alpen zu erneuten Überflutungen der Polesine. Bei diesem Ereignis versandete der Eridano zum Teil, wodurch der Wasserdurchfluss im Po di Volano anstieg und der Po di Primaro entstand. Das vom Eridano erschaffene Delta wurde in der Folgezeit teilweise vom Meer wieder wegerodiert.
Zwischen dem 7. und 8. Jahrhundert versandete der Eridano (zu dieser Zeit Padovetere genannt) endgültig. Der Po di Primaro und Po di Volano wurden zu den neuen Hauptarmen des Podeltas. Das ehemalige Flussbett bis Ferrara wurde weiterhin vom gleichnamigen Deltaarm Po di Ferrara und bis Cona vom Po di Volano genutzt.